# 흡연에 대한 종교적 관점
흡연에 대한 종교적 관점들은 매우 다양하며 그 범주가 넓다. 아메리카 원주민들은 담배를 종교적 목적에서 주로 이용하였으며, 아브라함의 종교를 포함한 다른 종교들은 유럽인들에 의한 아메리카의 식민지화 이후에야 이것이 전래되어 그에 대한 관점이 생겨났다.

## 아메리카 원주민
부족원들이 함께 모여 담뱃대를 들고 흡연을 하는 것은 원주민들에게 있어서 종교적인 의례로 여겨졌다. 아니시나베 족의 언어로서 담배를 가리키는 용어인 세마(Semaa)는 의식적 의미를 담고 있는데, 이는 담배가 흡연을 하는 사람들을 천국으로 이끌어주는 신성한 식물이라는 믿음에서 생겨났다. 흡연 행위는 주로 저녁 식사 이후에 그리고 야간 취침 직전에 테마스칼(Sweat lodge)라 불리는 장소에서 행해졌다. 이 시기 사용된 담배의 품종은 매우 다양했는데, 남아메리카에서 사용된 담배의 한 품종(Nicotiana rustica)은 같은 시기 북아메리카에서 사용된 담배의 두 배 가량의 니코틴을 함유하고 있었다.

## 아브라함 계통의 종교
모르몬교를 제외하면, 아브라함 계통의 종교들은 담배와 흡연 행위가 유럽으로 전파되기 이전에 발생하였다. 때문에, 이들 종교들은 흡연 행위를 그들의 기초적인 교리의 측면에서 보지 않는다. 그러나, 현대의 종교인들은 흡연 행위에 관한 신앙적 해석을 새롭게 내놓고 있다.

### 기독교
요한 세바스티안 바흐는 담뱃대를 이용한 흡연을 매우 즐겼으며, 흡연 방식에 관한 시를 짓거나, 나아가 이를 신앙적 의미로 결부시키기도 하였다. 그러나 19세기에 접어들면, 흡연에 대한 관점은 차츰 바뀌게 된다. 1904년 J.M 주디가 쓴 Questionable Amusements and Worthy Substitutes에 따르면, 흡연 행위에 대한 사회적 인식은 그리스도교 전도사나 사회 운동가들을 중심으로 음주, 도박, 춤, 연극 시청 등과 더불어 부도덕한 것으로 바뀌어 간 것으로 보인다. 그러나 흡연에 대한 교회법 차원에서의 규제는 존재하지 않았으며, 동방정교회에서 수도사 및 성직자들에게 흡연을 금지한 것과 더불어, 평신도들이 자발적으로 흡연을 그만둘 것을 권장한 사례와 같이 전통적이고 관습적인 금기가 존재했다. 이러한 배경에서, 흡연을 하는 신자에게는 "신성을 오염시키는 행위"와 같은 초자연적인 관점에 근거한 도덕률이 적용되었다.

## 같이 보기
- 아미시파